# Gustáv Valach
Gustáv Valach (16. března 1921, Hontianske Nemce – 27. dubna 2002, Bratislava) byl slovenský herec, dlouholetý člen Slovenského národného divadla v Bratislavě. Vynikl v rázovitých, psychologicky složitých a životem poznamenaných postavách.

## Náboženský a politický postoj
Ani v době existence reálného socialismu v bývalém Československu se netajil svým hlubokým náboženským přesvědčením (byl katolík). Z tohoto důvodu odmítl hrát kontroverzní postavu papeže v Hochhuthově hře Zástupce (hra vycházela z námětu zpracovaného KGB v rámci diskreditační kampaně vůči Vatikánu), což ho stálo na určitou dobu možnost vystupovat ve Slovenském národním divadle. V té době se živil jako dělník, pracoval jako bagrista. Netajil se ani svými velkými sympatiemi k válečnému Slovenskému státu – v roce 1980 např. recitoval na pohřbu Alexandra Macha.

## Zajímavosti
- Gustáv Valach měl původně hrát roli potulného mnicha Bernarda ve Vláčilově filmu Markéta Lazarová. Protože jej ale vedení Slovenského národného divadla neuvolnilo, v únoru 1965 byl osloven Vladimír Menšík.[1]

## Ocenění
- 1969 – titul Zasloužilý umělec[2]
- 1994 – Krištáľová ruža[2]
- 2012 – prezident Ivan Gašparovič mu propůjčil Pribinův kříž II. třídy in memoriam.[3]

## Filmografie
- 1948 Bílá tma (partyzán)
- 1950 Přehrada (Jožo Bujna)
- 1951 Boj sa skončí zajtra (Babjak)
- 1952 Lazy sa pohli (Štefan Rendko)
- 1952 Mladé srdcia (Hronec)
- 1953 Pole neorané (Marek Cudrák)
- 1953 Rodná zem (Katúň)
- 1955 Žena z Vrchov (pacholek Maco)
- 1956 Nevěra (Karel Trlica)
- 1956 Previerka lásky (ředitel závodu)
- 1957 Ztracenci (kyrysník)
- 1958 Posledný návrat (host v baru)
- 1959 První parta (Adam)
- 1960 Práče (svob. Šamonil)
- 1962 Havrania cesta
- 1963 Kto si bez viny (prokurátor Tarava)
- 1963 Trio Angelos (Petrulák)
- 1964 Senzi mama (Martin Haviar)
- 1965 Ať žije republika (Cyril Vitich)
- 1967 Drak sa vracia (Šimon)
- 1967 Noc nevěsty (Ambrož)
- 1969 Touha zvaná Anada (kormidelník)
- 1969 Cena, Arthur Miller, postava devadesátiletého obchodníka Gregory Solomona
- 1972 Javor a Juliana (hudec)
- 1973 Dolina (hautmann Brixel)
- 1974 Kto odchádza v daždi (Pavol Haštiak)
- 1974 Pavlínka (Linhart)
- 1975 Horúčka (Viktor Rauch)
- 1977 Penelopa (starý Kuzma)
- 1977 Stíny horkého léta (doktor)
- 1978 Pod Jezevčí skálou (hajný Straka)
- 1979 Na pytlácké stezce (hajný Straka)
- 1980 Za trnkovým keřem (hajný Straka)
- 1986 Kohút nezaspieva (Terezčák)